# Parodia alacriportana

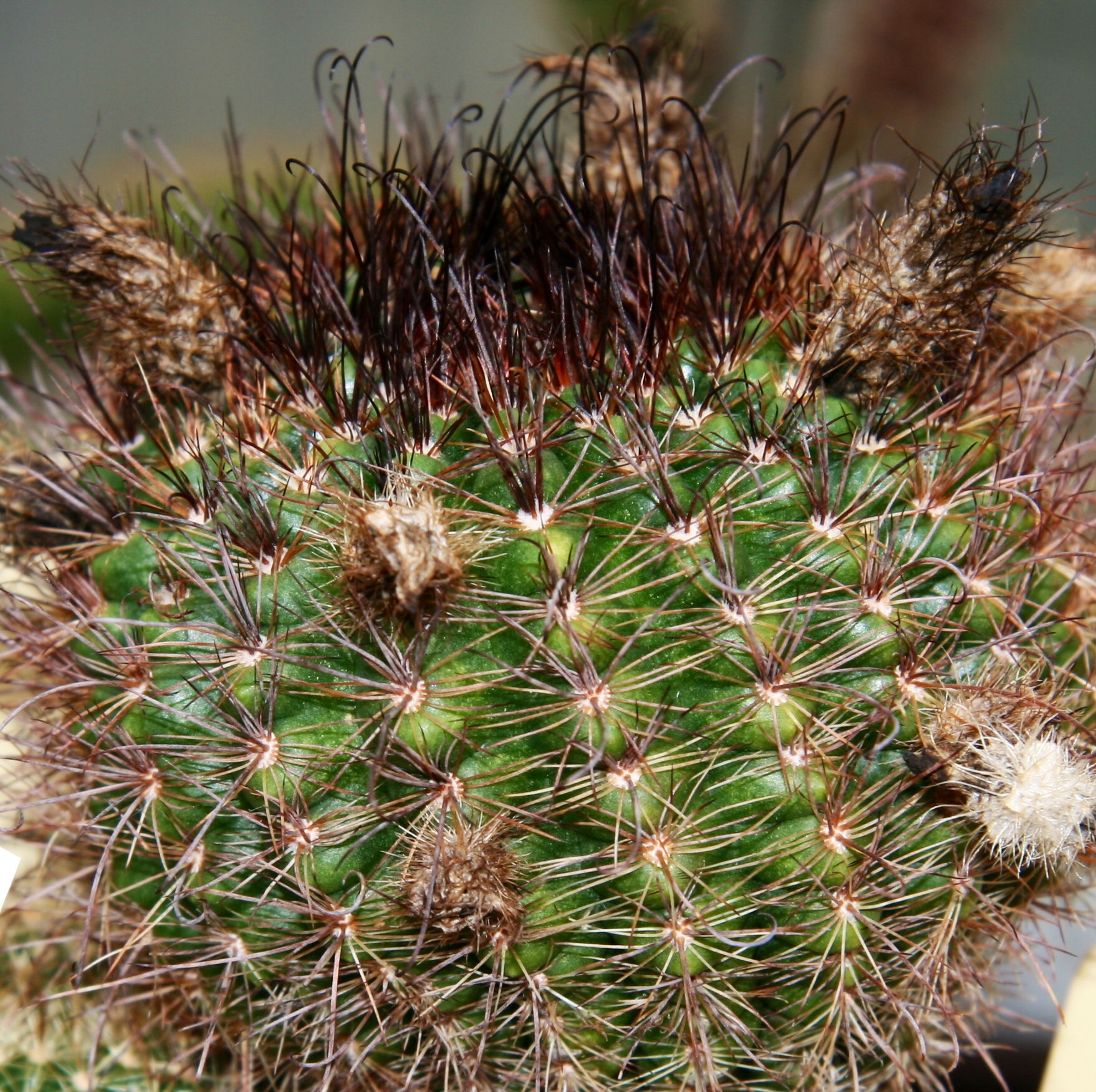
Parodia alacriportana subsp. brevihamata

Parodia alacriportana ist eine Pflanzenart aus der Gattung Parodia in der Familie der Kakteengewächse (Cactaceae). Das Artepitheton alacriportana verweist auf das Vorkommen der Art bei Porto Alegre.

## Beschreibung
Parodia alacriportana wächst einzeln. Die kugelförmigen bis kurz zylindrisch dunkelgrünen Triebe erreichen Durchmesser von bis zu 8 Zentimeter. Es sind 16 bis 31 Rippen vorhanden. Die vier bis zehn braunen bis gelben oder weißen, gelegentlich auch goldgelben  Mitteldornen sind manchmal gehakt. Sie weisen eine Länge von 0,7 bis 1 Zentimeter auf. Die bis zu 22 borstenartigen, ausgebreiteten, gelben bis cremeweißen oder gelblich weißen Randdornen sind bis zu 8 Millimeter lang.
Die gelben Blüten erreichen einen Durchmesser von 3 bis 3,5 Zentimeter und Längen von bis zu 4 Zentimeter. Ihre Narbe ist cremefarben bis gelblich weiß. Die grünen länglichen Früchte sind bis zu 1 Zentimeter lang. Sie sind mit weißer Wolle und Borsten besetzt.

## Verbreitung, Systematik und Gefährdung
Parodia alacriportana ist in den brasilianischen Bundesstaaten Rio Grande do Sul und Santa Catarina verbreitet.
Die Erstbeschreibung durch Curt Backeberg und Otto Voll wurde 1949 veröffentlicht. Nomenklatorische Synonyme sind Notocactus alacriportanus (Backeb. & Voll) Buxb. (1967), Brasiliparodia alacriportana (Backeb. & Voll) F.Ritter (1979) und Brasilicactus alacriportanus (Backeb. & Voll) Doweld (1999, unkorrekter Name ICBN-Artikel 11.4?).
Die Unterarten Parodia alacriportana subsp. brevihamata (W.Haage) Hofacker & P.J.Braun, Parodia alacriportana subsp. buenekeri (Buining) Hofacker & P.J.Braun und Parodia alacriportana subsp. catarinensis (F.Ritter) Hofacker & P.J.Braun werden nicht mehr anerkannt.
In der Roten Liste gefährdeter Arten der IUCN wird die Art als „Vulnerable (VU)“, d. h. als gefährdet geführt.

## Nachweise